# 科里波

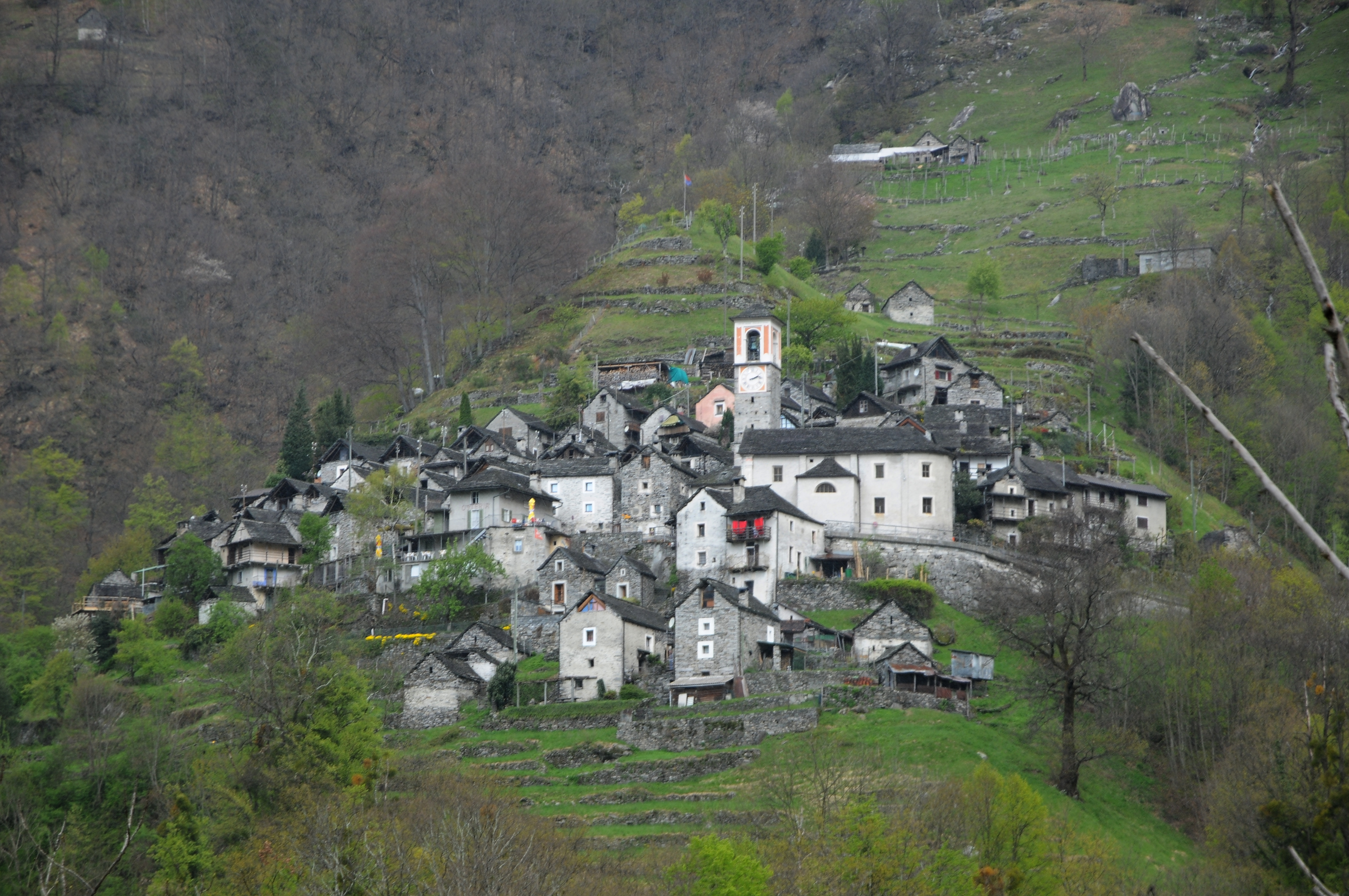

科里波是瑞士的城鎮，位於該國南部，由提契諾州負責管轄，面積7.73平方公里，海拔高度558米，2011年人口12，九成半人口信奉羅馬天主教，人口密度每平方公里2人。

## 外部連結
- （意大利文） Official website （页面存档备份，存于）
- （英文） Description and photo gallery
- Helvetic Administration and Public Services listing
- Swissinfo map